# Richard Neville (16. hrabě z Warwicku)
Richard Neville, 16. hrabě z Warwicku (22. listopadu 1428 – 14. dubna 1471 Barnet), známý také pod přízviskem Králotvůrce (anglicky Kingmaker), byl anglický šlechtic a vojenský velitel. Byl nejbohatším a nejvlivnějším anglickým aristokratem své doby s politickými styky zasahujícími i mimo hranice země. Jako jedna z hlavních postav válek růží přispěl k sesazení dvou králů.
Prostřednictvím výhodného sňatku a převzetím dědictví se Warwick v polovině 15. století dostal do centra anglické politiky. Územní spory s Edmundem Beaufortem, vévodou ze Somersetu ho přivedly ke spojenectví s Richardem, vévodou z Yorku proti králi Jindřichu VI. Jako Richardův spojenec byl jmenován velitelem Calais, což byla pozice, která mu poskytla mnoho výhod a velký vliv. Spory mezi rody Yorků a Lancasterů dospěly do stádia otevřeného vojenského konfliktu.
S Warwickovou podporou se později syn Richarda z Yorku Eduard stal anglickým králem. Na počátku Eduard s Warwickem spolupracoval, ale později se jejich názory na zahraniční politiku a výběr královy manželky rozešel. Poté, co Warwick neuspěl v nahrazení Eduarda jeho bratrem Jiřím se podílel na znovunastolení Jindřicha VI. na anglický trůn. Tento úspěch měl krátké trvání a 14. dubna 1471 byl Eduardem poražen a zabit v bitvě u Barnetu.

## Hrabě z Warwicku
Richard Neville byl synem Richarda Neville, hraběte ze Salisbury, a jeho ženy Alice Montagu. Narodil se 22. listopadu 1428 a o jeho dětství není mnoho známo. V šesti letech byl zasnouben s Annou Beauchampovou, dcerou Richarda Beauchampa, 13. hraběte z Warwicku a Izabely Despenserové. Tím se stal nejen dědicem hrabství Salisbury ale i části dědictví rodiny Montagu, Beauchampovy a Despenserovy. Když zemřel roku 1446 Beauchampův syn Jindřich a jeho malá dcera tři roky nato, stal se Richard i dědicem hrabství Warwicků. Nárok na toto hrabství si ale také činil Edmund Beaufort, vévoda ze Somersetu, manžel dcery Richarda Beauchampa z prvního manželství.
Roku 1455 byl Richard pasován na rytíře. Už v mladém věku vstoupil do služeb krále Jindřicha VI. Spolu se svým otcem se v letech 1448–1449 účastnil vojenského tažení na severu země proti Skotsku. Když se Richard, vévoda z Yorku, roku 1452 neúspěšně vzbouřil proti králi, stál Richard, hrabě z Warwicku i jeho otec na straně krále.

## Počátky konfliktů

Erb Richarda Nevilleho

V červnu 1453 převzal Somerset správu panství Glamoran, které bylo částí dědictví rodu Despenserů na které si Warwick dělal nárok. To vyústilo v otevřený spor obou mužů. V létě téhož roku král Jindřich onemocněl. Somerset byl oblíbencem krále a jeho manželky a v době královy nezpůsobilosti, byla moc soustředěna v rukou vlivných šlechticů u dvora. To byla pro Warwicky nevýhodná pozice, která je přiměla uzavřít spojenectví s Richardem z Yorku. 27. března 1454 se situace radikálně změnila, protože York byl jmenován královým regentem. York tak mohl počítat s podporou Warwicka i jeho otce hraběte ze Salisbury, který vedl spor o panství na severu země s rodem Percyů.
Yorkův první protektorát trval jen krátce, protože král se na počátku roku 1455 zotavil a tím se obnovil i Somersetův vliv u dvora. Warwick, York i Salisbury se vzdálili na svá panství a začali, z obavy, že budou na jednání parlamentu obviněni ze zrady, shromažďovat vojsko. S ním vyrazili na Londýn, kde se v první bitvě u St Albans střetli s královským vojskem. Bitva si vyžádala si jen 50 obětí, ale byla prvním válečným střetem mezi znepřátelenými rody Yorků a Lancasterů. Její význam je i v tom, že v bitvě padl Edmund Beaufort, vévoda ze Somersetu a král Jindřich byl zajat.
Druhý protektorát trval ještě kratší dobu. V únoru příštího roku král pod vlivem manželky vytvořil vlastní vládu. Warwick se stal hlavním spojencem Richarda z Yorku a byl jmenován velitelem Calais. Tento úřad mu poskytl základnu pro následné válečné konflikty. Calais bylo bohaté město se strategickou polohou s nejpočetnější anglickou stálou armádou.
Královna stále považovala Warwicka za nebezpečného nepřítele a snažila se ho zbavit jeho pozice. Nicméně poté co v srpnu 1457 zaútočili Francouzi na přístav v Sandwichi zavládla v Anglii obava z jejich invaze a Warwick byl omilostněn a pověřen ochranou anglického pobřeží. Aby se odvděčil za královskou přízeň, podnikl úspěšný útok proti kastilské a hanzovní flotile. V té době také navázal kontakty s francouzským králem Karlem VII. a burgundským panovníkem Filipem.

## Triumf Yorků

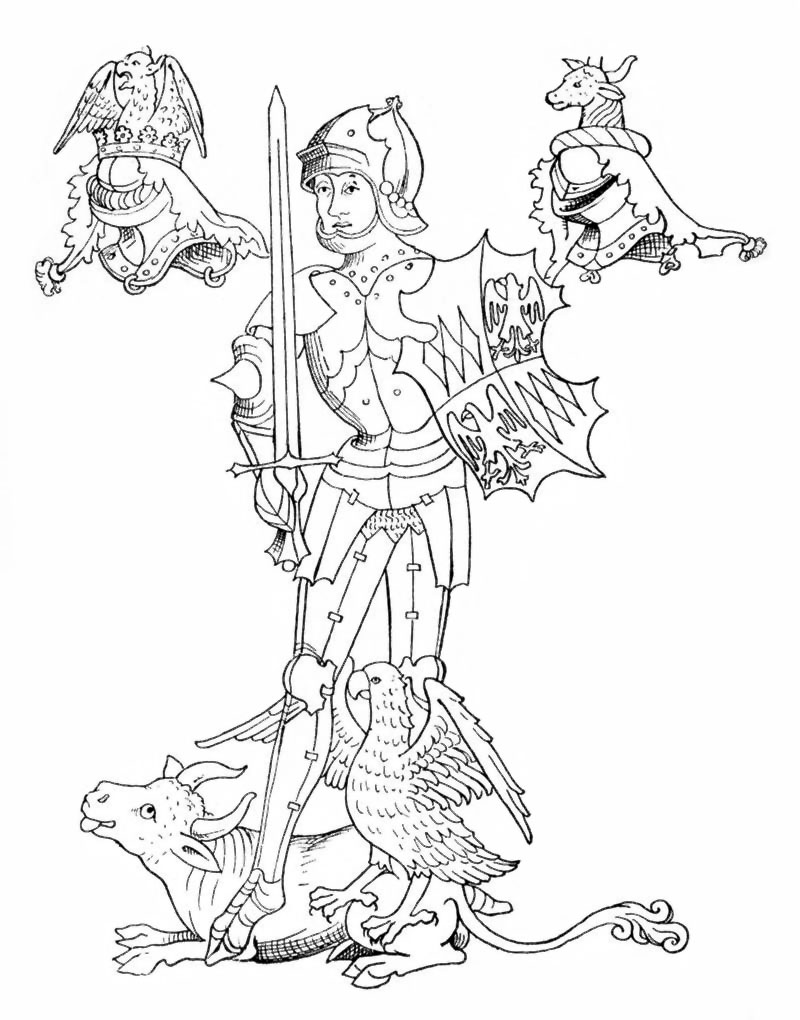
Portrét Richarda Neville z Rous Roll

V září 1459 Warwick vyrazil se svým vojskem na sever Anglie směrem na Ludlow, kde se měl setkat se Salisburym, který krátce předtím porazil Lancastery v bitvě u Blore Heath a Richardem z Yorku. Poblíž Ludford Bridge bylo jeho vojsko rozehnáno královou armádou, hlavně díky zradě oddílu vojáků z Calais, vedených Andrewem Trollope. V té době se většina vojáků se zdráhala bojovat proti králi. Yorkové byli nuceni utéci ze země. Richard utekl do Dublinu, zatímco Warwick a Salisbury v doprovodu Yorkova nejstaršího syna Eduarda (později krále Eduarda IV.) unikli do Calais. Jindřich Beaufort, vévoda ze Somersetu byl pověřen králem, aby nahradil Warwicka v jeho pozici velitele Calais, ale proti Warwickovi neuspěl.
Po dohodě s Richardem z Yorku se 26. června spolu s Salisburym a Eduardem vylodil v Sandwichi a postupoval na Londýn. Salisburyho ponechal Warwick v Londýně, aby bránil Tower a sám se vydal na sever stíhat krále. 10. července v bitvě u Northamptonu jeho vojsko zajalo krále a Humphreyho Stafforda, vévodu z Buckinghamu a jiné Lancasterské velitele zabilo.
V září York přijel z Irska a v říjnu na jednání parlamentu přistoupil k trůnu a položil na něho ruce. To bylo pokládáno za uchvácení trůnu a většina shromáždění byla šokována. Není jisté, jestli o tomto Yorkově úmyslu Warwick věděl, ale předpokládá se, že o tom jednali v březnu předchozího roku v Irsku. Taková změna režimu ale nebyla přijatelná pro větší část politické reprezentace. Po dlouhém jednání byl 31. října přijat kompromis, a byl vydán zákon Act of Accord, který určoval, že Jindřich VI. zůstane králem do konce svého života, ale jeho následníkem se stane Richard z Yorku nebo jeho dědicové a Jindřichův syn Eduard, princ z Walesu, je zbaven dědického práva na anglický trůn.
Tento kompromis nevyhovoval žádné ze soupeřících stran a další střet byl nevyhnutelný. 30. prosince v bitvě u Wakefieldu byli York, jeho druhý nejstarší syn Edmund a Salisbury zabiti. Warwick vyrazil na sever, aby se střetl s nepřáteli, ale v druhé bitvě u St Albans byl poražen a přinucen utéci. Spojil se s Eduardem, po smrti Richarda z Yorku jeho dědicem v nároku na anglický trůn, který krátce předtím zvítězil v bitvě u Mortimers Cross. Zatímco Markéta váhala nad dalším postupem, spěchali Warwick s Eduardem do Londýna, kde byl 4. března Eduard prohlášen anglickým králem. Nový král chtěl konsolidovat svou moc a vyrazil na sever proti Lancasterům, s nimiž vybojoval vítěznou bitvu u Towtonu. Tato krvavá bitva znamenala těžkou porážku Lancasterů, mnozí její velitelé v bitvě padli, ale královně Markétě se podařilo uniknout do Skotska. Warwick v této bitvě nehrál velkou roli, protože byl zraněn z předchozí bitvy u Ferrybridge, která se odehrála den předtím.

## Vrchol kariéry
Po nástupu Eduarda IV. se Warwickova pozice stala téměř neotřesitelnou. Zdědil majetek po svém otci a roku 1462 i po své matce a roční příjem z jeho panství činil více než 7000 liber. Stal se tak po králi nejbohatším šlechticem země. Eduard ho potvrdil ve funkci velitele Calais a svěřil mu i funkci admirála anglického loďstva. Král zahrnul přízní i jeho bratra. John Neville, markýz z Montagu byl v březnu roku 1463 jmenován správcem východního pohraničí a následující rok jmenován hrabětem z Northumberlandu.
Na konci roku 1461 bylo potlačeno povstání na severu země a v létě následujícího roku Warwick uzavřel mírovou dohodu se Skotskem. V říjnu se Markéta se svým vojskem z Francie vylodila na severu země a obsadila dva hrady. Warwick zorganizoval odvetu a v lednu 1463 dobyl hrady zpět. Velitelé vzbouřenců byli omilostněni. Warwick se vydal na jih, aby pohřbil ostatky svého otce. V létě vypukla na severu země nová vzpoura a Lancasterové ovládli Northumberland. Yorkové místo vojenské síly použili diplomacii, uzavřeli samostatná příměří se Skotskem a Francií a Warwick tak byl schopen znovu ovládnout Northumberlandské hrady. Vítězové neznali slitování a asi třicet vzbouřeneckých velitelů bylo popraveno.

## Počátky sporů s Eduardem
Při jednání s Francií oznámil Warwick, že král Eduard má zájem na dohodě o sňatku s francouzskou princeznou. Ke sňatku ale nedošlo, protože v září 1464 Eduard uvedl, že se již v květnu oženil s Alžbětou Woodvilovou. Tato informace Warwickovi zhatila plány na dohodu s Francií a cítil se velmi uražen. Je možné, že se Eduard oženil z lásky, ale v dlouhodobém horizontu mu tento sňatek pomohl vybudovat mocenské zázemí nezávislé na Warwickovi.
Tato událost ještě nezpůsobila roztržku mezi Warwickem a Eduardem, i když Warwickova úloha u dvora postupně klesala. Jeho bratr Jiří, jako projev královy přízně vůči Warwickovi, jmenován arcibiskupem z Yorku. Poté, co byl Jindřich VI. zajat, byl to Warwick, kdo byl pověřen jeho deportací do Toweru. V létě roku 1466 byl Warwick vyslán na jednání s Francií a Burgundskem. Mezitím byl Eduardův tchán Richard Woodville, který stranil Burgundsku, jmenován správcem královského pokladu. To vyvolalo u anglického trůnu napětí, které bylo posíleno tím, že Eduard v říjnu podepsal tajnou mírovou smlouvu s Burgundskem, zatímco Warwick dál jednal s Francií. Později byl Jiří Neville odvolán z funkce kancléře a Eduard odmítal svolit k sňatku mezi Warwickovou nejstarší dcerou Izabelou a Eduardovým bratrem Jiřím. Začalo být zřejmé, že Warwickův vliv u dvora začíná klesat.
Na podzim roku 1467 se rozšířily zvěsti o tom, že se Warwick přiklonil na stranu Lancasterů. Warwick se odmítl dostavit ke dvoru, aby tuto situaci vysvětlil, ale Eduard přijal jeho písemné vysvětlení. V červenci byla odhalena účast Warwickova zástupce v Calais v Lancasterském spiknutí a na počátku roku bylo odhaleno další spiknutí proti Eduardovi. Bylo jasné, že nespokojenost s Eduardovou vládou narůstá a Warwick tento fakt mohl využít.

## Vzpoura

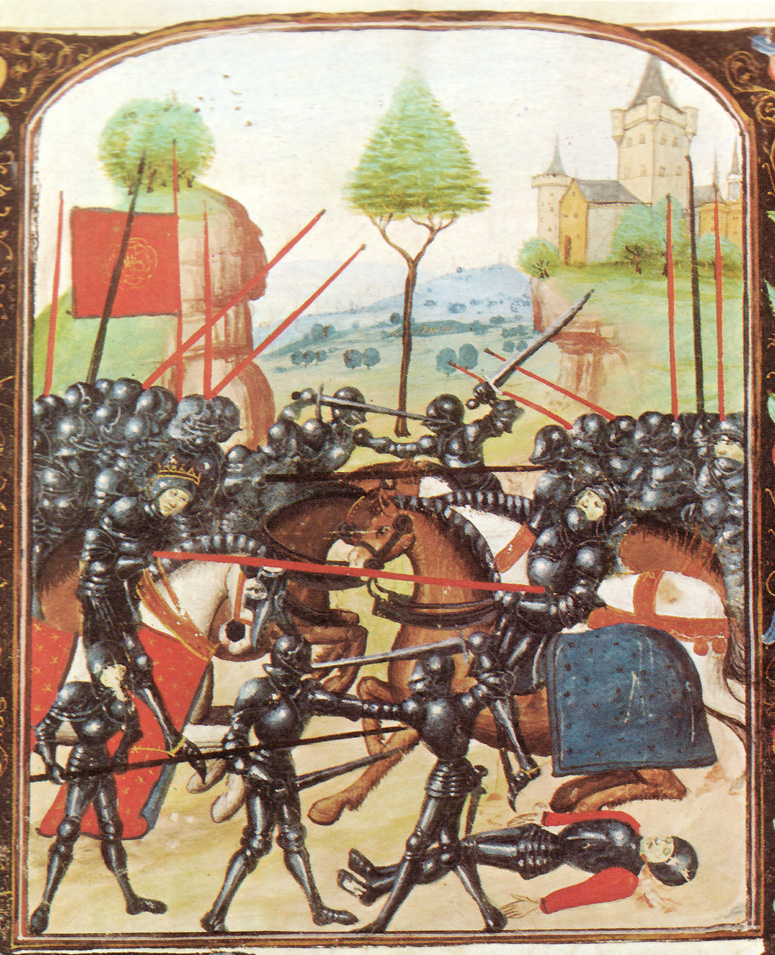
Dobová miniatura z bitvy u Barnetu

Warwick začal organizovat vzpouru proti Yorkům na severu země. Do svých plánů zahrnoval Eduardova bratra Jiřího, kterého chtěl dosadit na trůn. Tento 19letý Eduardův bratr měl některé schopnosti stejně jako jeho starší bratr, ale byl zároveň ambiciózní a žárlivý. V červenci oba odjeli do Calais, kde se Jiří oženil s Izabelou. Poté se vrátili do Anglie a cestou přes Kent na sever, kde chtěli podpořit vzbouřence, shromažďovali další posily. Mezitím královské vojsko utrpělo porážku v bitvě u Edgecote Moor. Po porážce svého vojska byl Eduard uvězněn ve Warwicku a v srpnu byl převezen na Middlehamský hrad. Situace kdy země byla dlouhou dobu bez krále, vyvolávala v zemi napětí a tak ho Warwick musel v září propustit.
Po nějakou dobu byly vztahy mezi králem a Warwickem relativně klidné, ale jmenování Jindřicha Percyho hrabětem z Northumberlandu vyvolalo konflikt. Když Eduard vyrazil na sever země, aby potlačil vzpouru, nachystal na něj Warwick léčku. Eduard ale v bitvě u Losecoat Field nepřátele porazil. Warwick musel poté i s Jiřím opustit zemi. Protože mu nebylo dovoleno vstoupit do Calais, hledal útočiště u francouzského krále Ludvíka. Ten dojednal dohodu mezi dřívějšími nepřáteli, Markétou a Warwickem. Součástí dohody byla i svatba Markétina syna Eduarda s Warwickovou dcerou Annou. Cílem tohoto spiknutí bylo dosazení Jindřicha VI. znovu na anglický trůn. Warwick znovu zorganizoval na severu Anglie vzpouru, a když byl Eduard mimo, vylodil se s Jiřím v Darthmooru. Když vyrazil Eduard na jih, byl dostižen přesilou vojska markýze z Montagu. Eduard tak musel uniknout do Holandska. Král Jindřich VI. byl znovu dosazen na anglický trůn, i když skutečným vládcem byl Warwick. Eduardův bratr Jiří byl odměněn titulem vévody z Yorku.
V té době vyhlásil Ludvík válku Burgundsku a Warwick se postavil na jeho stranu. Aby oslabil toto spojenectví a pomohl mu dostat se zpátky na anglický trůn, poskytl Karel, vévoda Burgundský, Eduardovi expediční vojenskou jednotku. Eduard se 14. března vylodil v Yorkshire. Warwick zatím očekával Markétu s vojenskými posilami z Francie. V té chvíli obdržel Eduard podporu od svého bratra Jiřího, který zjistil, že nová dohoda mezi Lancastery je pro něho nevýhodná. Jiřího zrada Warwicka oslabila, ale přesto vyrazil proti Eduardovi. Obě vojska se střetla v bitvě u Barnetu. Hustá mlha a špatná viditelnost zmátla Lancasterské vojsko, které zaútočilo na své vlastní muže. Poté, co Warwick zjistil, že porážka je nevyhnutelná, pokusil se z bojiště uniknout, ale byl zabit.

## Důsledky
Tělo Warwicka a jeho bratra bylo po bitvě vystaveno v katedrále svatého Pavla, aby jejich smrt nemohla být později zpochybňována. Poté byly jejich ostatky pohřbeny v rodinné hrobce v Bishamu. 4. května Eduard porazil zbylé Lancasterské jednotky v bitvě u Tewkesbury, princ Eduard v bitvě padl a Markéta i Jindřich byli uvězněni. Krátce nato nechal Eduard Jindřicha VI. v Toweru zabít. Poté, co zničil odpor Lancasterů, vládl Eduard až do smrti bez větších problémů.
Warwickovy úřady byly rozděleny mezi Eduardovy bratry Jiřího a Richarda, vévodu z Gloucesteru (později krále Richarda III.) Jiří se stal komořím a správcem Irska, zatímco Richard byl jmenován admirálem anglického loďstva a správcem západního pohraničí.